# Драгић Рупарић
Драгић Рупарић (1390—1467) био је српски властелин и дипломата Хума, на двору породице Павловић.
Истакао се у мировним преговорима са Дубровником у току Конавоског рата, на којим је био дипломатски представник војводе Радослава Павловића.
Као истакнути властелин носио је титулу кнеза, и био је управник двора у Требињској области. У његовом посједу су били и многи средњовјековни рудници које је давао под закуп Дубровчанима.